# Улица Дзержинского (Рязань)
Улица Дзержинского — улица в центральной части города Рязани. Проходит от Первомайского проспекта до улицы Гагарина. Пересекает улицы Шевченко, Семёна Середы, МОГЭС и Ленинского Комсомола. К улице примыкают улицы Высоково́льтная, Татарская, Стройко́ва и Гагарина, а также Первомайский проспект.

## Примечательные здания

### По нечётной стороне
- Дом № 3 — здание «Союзпечати», позднее «Роспечати»
- Дома № 9-11 — здание больницы СМП (памятная доска Б. П. Кириллову)
- Дом № 21 — троллейбусное депо № 1 (закрыто в 2016 году)
- Дом № 71 — профильная школа № 3

### По чётной стороне
- Дом № 6 — бывшее здание кинотеатра «Дружба» (ныне занимает рязанский «Кванториум»)
- Дом № 42 — Рязанское музыкальное училище имени братьев Григория и Александра Пироговых

## Достопримечательности

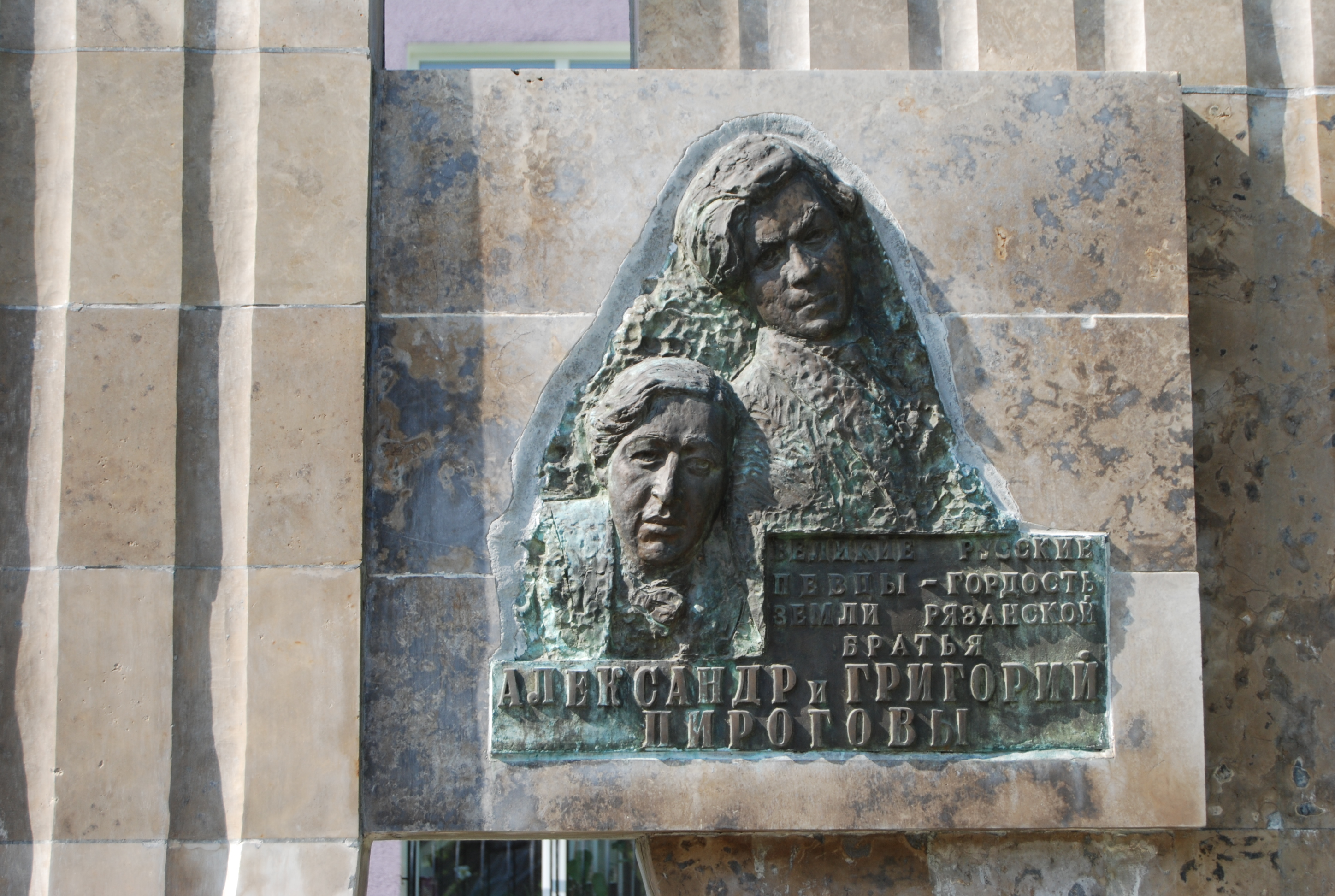
Стела Г. и А. Пироговым

### Стела певцам Г. и А. Пироговым
Мемориальный знак установлен перед зданием Рязанского музыкального колледжа имени Г. и А. Пироговых в 2007 году. Изготовлен из бронзы и липецкого доломита. Портреты Григория и Александра отлиты в бронзе. Рельеф декоративной каменной стелы напоминает нотный стан. Скульптор — Р. А. Лысенина.
Надпись на стеле: «Великие русские певцы — гордость земли рязанской братья Александр и Григорий Пироговы».

## Транспорт
Улица Дзержинского является одной из важнейших магистралей города, поскольку она соединяет межу собой районы города.
| Маршруты общественного транспорта на улице Дзержинского (март 2023 г.) | Маршруты общественного транспорта на улице Дзержинского (март 2023 г.) | Маршруты общественного транспорта на улице Дзержинского (март 2023 г.) | Маршруты общественного транспорта на улице Дзержинского (март 2023 г.)                                                                |
| Остановка Общественного Транспорта                                     | Троллейбусы                                                            | Автобусы                                                               | Примечание |
| ---------------------------------------------------------------------- | ---------------------------------------------------------------------- | ---------------------------------------------------------------------- | --- |
| Кинотеатр «Дружба»                                                     | 3, 9                                                                   | 2, 10, 20, 23, 30                                                      | ООТ существует лишь в направление в сторону РГРТУ                                                                                     |
| Управление рязанского троллейбуса                                      | 3, 9                                                                   | 2, 10, 20, 23, 30                                                      | |
| Музучилище                                                             | 3, 9                                                                   | 23, 30                                                                 | В некоторых машинах общественного транспорта с автоматической озвучкой ООТ данная остановка ошибочно называется «Музыкальный колле́дж» |
| Улица Стройкова                                                        | 3, 9                                                                   | 30                                                                     | |
| Улица Гагарина                                                         | 3, 9                                                                   | 30                                                                     | |